# Nicaise Augustin Desvaux
Nicaise Augustin Desvaux (28 augustus 1784 - 12 juli 1856) was een Frans botanicus. Hij was directeur van de Hortus botanicus in Angers en Poitiers.

## Werken
Desvaux schreef verschillende boeken, waaronder:
- Journal de Botanique, appliquée à l'Agriculture, à la Pharmacie, à la Médecine et aux Arts (1813-1815, 4 volumes).
- Observations sur les plantes des environs d'Angers (1818).
- Flore de l'Anjou ou exposition méthodique des plantes du département de Maine et Loire et de l’ancien Anjou (1827).

- Bibliothèque nationale de France: cb134748702 (data)
- Author citation (botany): Desv.
- Gemeinsame Normdatei: 1035198231
- International Standard Name Identifier: 0000 0000 8000 5557
- Library of Congress Control Number: no2022066639
- Nederlandse Thesaurus van Auteursnamen: 069939241
- Réseau des bibliothèques de Suisse occidentale: 02-A017422917
- Système universitaire de documentation: 058568220
- Museum of New Zealand Te Papa Tongarewa: 49837
- Virtual International Authority File: 66615003